# Trichosporiella cerebriformis
Trichosporiella cerebriformis är en svampart som först beskrevs av G.A. de Vries & Kleine-Natrop, och fick sitt nu gällande namn av W. Gams 1971. Trichosporiella cerebriformis ingår i släktet Trichosporiella, ordningen disksvampar, klassen Leotiomycetes, divisionen sporsäcksvampar och riket svampar.   Inga underarter finns listade i Catalogue of Life.